# Carino (conde)
Carino (em latim: Carinus) foi um oficial bizantino do século VI, ativo sob o imperador Justino I (r. 518–527). Um conde, foi enviado para Antioquia pelo imperador com ca. 225 quilos de ouro para custear as obras de recuperação após o terremoto de 29 de maio de 526; os autores da PIRT, não poderia ter sido conde do Oriente, pois o posto havia sido concedido aparentemente e Efrêmio. Esse Carino possivelmente pode ser identificado com o pai de Anatólio.